# Dunum
Dunum é um município da Alemanha localizado no distrito de Wittmund, estado da Baixa Saxônia.
Pertence ao Samtgemeinde de Esens.